# Vincenzo Bonandrini
Vincenzo Bonandrini (Casnigo, 16 aprile 1944 – 19 maggio 1994) è stato un politico e sociologo italiano.

## Biografia
Nato a Casnigo, in provincia di Bergamo, conclude il percorso di studi laureandosi in sociologia.
Inizialmente incaricato della formazione del personale presso l'USSL di Albino, dal 1981 al 1988 diventa il presidente delle ACLI di Bergamo, ricoprendone poi il ruolo di responsabile nazionale della formazione. Nel 1991 viene eletto presidente lombardo dell'ENAIP, cominciando a muovere i primi passi in politica, prima ricoprendo il ruolo di assessore all'ecologia del proprio comune, poi aderendo al PPI, partito del quale viene poi eletto coordinatore.
Alle elezioni politiche del 27 marzo 1994 si candida nelle liste dello stesso partito, venendo eletto al Senato della Repubblica Italiana.
Muore il 19 maggio 1994, all'età di 50 anni, in seguito ad una malattia al fegato, venendo sostituito da Carlo Secchi, primo dei non eletti.